# António Lopes Pires Nunes
António Lopes Pires Nunes CvA • MPSD • MOSD • MTMM • MSMM • MPCE • MCC • MCCSE (Castelo Branco, 1939) é um militar, historiador e investigador português. A sua vasta obra foi premiada tanto nacional como internacionalmente.

## Biografia
Em 1956 iniciou a sua carreira militar tendo atingido a patente de Tenente-Coronel, com a qual passou à situação de reserva. Serviu em quatro comissões na Guerra Ultramarina de Portugal. Em 1977 licenciou-se em História, na Faculdade de Letras da Universidade de Coimbra. Foi professor universitário do Instituto de Altos Estudos Militares, da Faculdade de Letras da Universidade de Lisboa e foi membro fundador da Comissão para o Estudo das Campanhas de África (CECA) na qual foi responsável por diversas investigações, entre elas o TO de Angola. Faz parte do Plenário e da Comissão Científica da Comissão Portuguesa de História Militar. Sócio Honorário da Associação de Comandos, Sócio Honorário da Liga dos Combatentes e da Sociedade Histórica da Independência de Portugal.
Foi nomeado para representar o Exército Português na Exposição Universal, Expo 92, em Sevilha. Reparte a sua actividade pelas áreas de História Militar, Arquitectura Militar, Antropologia Cultural e Património Cultural. É o único Tenente-Coronel do Exército português detentor da Medalha de Ouro de Serviços Distintos (MOSD). Foi fundador e Presidente da ARCINPE (Associação Arqueológica de defesa do património cultural dos concelhos de Castelo Branco, Idanha-a-Nova e Penamacor) e fez parte dos Órgãos Sociais da APPACDM de Castelo Branco e da Santa Casa da Misericórdia de Castelo Branco.
Em 1990 foi agraciado com o Prémio de Defesa Nacional, atribuído pelo Ministério da Defesa Nacional, pela sua obra Dicionário Temático de arquitectura militar e arte de fortificar. Recebeu o mesmo galardão em 1998, com Operações em Angola 1961/64, em 2010 com General Silva Freire - Brilhante estratega da reocupação do Norte de Angola, em 1961 e novamente em 2013 com o livro Siroco – Os Comandos no Leste de Angola.
Abramos as hostilidades com uma salva em honra do coronel António Lopes Pires Nunes cujo magnum opus se impõe, mas que continua e continuará, infelizmente, pouco conhecido, como consequência de uma política editorial que o impede de chegar de um número significativo de leitores, a começar pelas centenas e milhar de portugueses que cumpriram o serviço militar em Angola. Não temos nada mais detalhado sobre a Guerra Colonial na África lusófona: o primeiro volume compreende o período até ao final de 1964 e o segundo vai até 1974. Em resumo, do ponto de vista historiográfico, estes dois volumes são indispensáveis.— René Pélissier. Historiador francês, estudioso das Campanhas Africanas dos diferentes países europeus 
Foi Coordenador Científico de Cadernos de Património Cultural.

## Obra (autorias)[10]
- Jugos e Cangas da Beira Baixa, 1984
- D. João e D. Nuno, Chefes Militares em Fernão Lopes, 1986 (Prémio Aljubarrota - VI Centenário)
- O Castelo Estratégico Português e a Estratégia do Castelo em Portugal, 1988 (Prémio da Associação Espanhola dos amigos dos Castelos)
- Dicionário Temático de Arquitectura Militar e Arte de Fortificar, 1991 (Prémio de Defesa Nacional [11])
- A Perda da Independência e a Restauração, Enquadramento Militar Europeu, 1992
- Operações em Angola 1961/64, 1998 (Prémio de Defesa Nacional[11])
- A Tecnologia Tradicional da Corda. Cordoeiros da Beira Baixa, 2001
- O Castelo de Monsanto da Beira, Cesto de Gávea em Nave de Pedra, 2001
- Angola 1966-1974, Vitória Militar no Leste, 2002[12]
- Castelo Branco, uma Cidade Histórica, 2002
- Mouzinho de Albuquerque, 2003 (Premio Monografia)
- O Exército Português e os seus Generais: da Restauração às Invasóes Francesas, 2003 (inserido no Livro dos Generais)
- Angola 1961, da Baixa do Cassange a Nabuangongo, 2005[13]
- Os Castelos Templários da Beira Baixa, 2005
- Dicionário de Arquitectura Militar, 2015 (2ª edição revista e aumentada)
- Pedro Visita um Castelo, 2005 (infantil)
- Operações em Angola 1964/74, 2006
- Penha Garcia, uma Vila Templária, 2006
- O Provedor Coronel José Guardado Moreira, 2010
- O General Silva Freire, 2010 (Prémio de Defesa Nacional[11])[14]
- Siroco, os Comandos no Leste de Angola, 2012 (Prémio de Defesa Nacional[11])[15]
- Castelos Templários Raianos - Castelos de Portugal, Jornadas Templárias de Penha Garcia, 2013 (Livro da exposição sobre o castelo templário)
- Os Cortejos de Oferendas de Castelo Branco, 2013 (Comemorações do V Centenário da SCMCB)
- Os Portugueses na Grande Guerra, o Batalhão dos Beirões, 2014 (Livro comemorativo do I Centenário do inicio da Grande Guerra)
- Castelo Branco, das Origens à Actualidade, 2015 (livro comemorativo do VIII Centenário do primeiro foral de Castelo Branco)
- O livro do V Centenário da Santa Casa da Misericórdia de Castelo Branco, 2016 (Livro comemorativo do V Centenário da SCMCB)
- Os Portugueses na Grande Guerra, os Batalhões dos Beirões em África e França, 2018, 2ª edição revista e aumentada (Livro comemorativo do I Centenário do armistício da Grande Guerra)
- O general Silva Freire e a contrainsurreição no Norte de Angola em 1961, 2021, actas do XXX coloquio de História Militar
- Um grande militar português, general Bethencourt Rodrigues, 2024

## Obra (co-autorias)[16]
- Resenha Histórico-Militar das Campanhas de África, 1º vol. (Enquadramento Geral), 1988
- O Cerco e a Defesa do Castelo de Melgaço, 1988 (Comemorações do VI Centenário do Cerco de Melgaço)
- Resenha Histórico-Militar das Campanhas de África, 2º vol. (Dipositivo das nossas forças em Angola), 1989
- Resenha Histórico-Militar das Campanhas de África, 3º vol. (Dispositivo das nossas forças na Guine), 1989
- Resenha Histórico-Militar das Campanhas de África, 4º vol. (Dispositivo das nossas forças em Moçambique), 1989
- O Tratado de Alcanices e a sua Importância Histórica das Terras do Riba-Côa, 1997 (Congresso Histórico Luso-Espanhol comemorativo do VII Centenário de Alcanices, organização da Universidade Católica Portuguesa)
- Nova História Militar, 3º vol. (Invasões Francesas), 2004
- Nova História Militar, 5º vol. (Quadros da vida militar – das Ordenações sebásticas às Invasões Francesas), 2004
- 1700 Anos do Martírio de S. Vicente, 2005
- Castelo Branco e a Sua Região, 1980
- A Alcaidaria de Torres Novas, 1985 (Conferência da Sessão Comemorativa da elevação de Torres Novas a cidade)
- Os Chefes Militares Portugueses da Restauração e Schomberg, 1992
- XVIII Congresso Internazionale di Storia Militare, Roma 1993
- As fortalezas da Era Gâmica na Cartografia Portuguesa dos Séc. XV/XVII, 1998 (Actas de A técnica e a viagem de Vasco da Gama, Simpósio Comemorativo do V Centenário da chegada à Índia)
- VI Centenário da Tomada do Castelo de Melgaço, 1998
- As Invasões Peninsulares e a Região de Ródão, 2002
- A Beira Baixa – da Sua Terra, da Sua História, da Sua Gente, 2002
- Património Cultural – Memória de um Povo, 2004
- A Guerra no Leste de Angola (1966/74),2009
- Inserção da História Militar nos novos Conceitos de História[17]
- Estudo Histórico Tendo em Vista a Restauração da Diocese de Castelo Branco, 2000
- O Livro dos Generais (3 volumes, da Restauração à Actualidade), Consultor científico e autor do Prefácio do 1º volume. Apresentou o primeiro volume no Museu Militar de Lisboa

## Iniciativas
- 1985 - Exposição nacional itinerante comemorativa do VI Centenário da Batalha de Aljubarrota. Evento do Museu Militar do Porto por iniciativa do Serviço Histórico Militar, VI Centenário da Batalha de Aljubarrota (organizador)
- 1985 - Exposição A Confecção Artesanal da Corda.[18] Evento do Instituto Politécnico de Castelo Branco[19] (organizador)
- 1992 - Exposição Castelos e Fortalezas dos Reinos de Portugal e Açores. Evento do Fórum Maia (participação na organização)
- 2011 - Palestra Os Assaltos de 4 de Fevereiro em Luanda e o Massacre de 15 de Março no Norte de Angola. Evento do Núcleo de Castelo Branco da Liga dos Combatentes, Comemoração dos 50 anos sobre os Assaltos de 4 de Fevereiro em Luanda e o Massacre de 15 de Março no Norte de Angola[20]
- 2011 - Palestra Recordando o início da Guerra do Ultramar, 50 anos depois. Evento do núcleo de Castelo Branco da Liga dos Combatentes, Comemoração dos 50 anos sobre o início da Guerra do Ultramar[21]
- 2013 - Palestra e Exposição sobre os Castelos Raianos Templários e seu estudo a partir do Livro das Fortalezas de Duarte d'Armas. Evento da Câmara Municipal de Idanha-a-Nova (organizador)
- 2013 - Palestra e Exposição sobre os Cortejos de Oferendas de Castelo Branco. Evento da Santa Casa da Misericórdia de Castelo Branco, V Centenário da SCMCB (organizador)
- 2014 - Palestra e Exposição sobre a Grande Guerra. Evento do Núcleo de Castelo Branco da Liga dos Combatentes, I Centenário da Grande Guerra (organizador)
- 2014 - Palestra e Exposição sobre a Cidade de Castelo Branco. Evento da Junta de Freguesia de Castelo Branco, VIII Centenário do Foral de Pedro Alvito (organizador)

## Actividade cívica
- Fundador e Presidente da ARCINPE (Associação Regional de defesa do património dos concelhos de Castelo Branco, Idanha-a-Nova e Penamacor, Medalha de Prata da Cidade de Castelo Branco)
- Fundador e Presidente do Grupo 67 da Associação dos Escoteiros de Portugal, durante 10 anos (Medalha de Ouro de Reconhecimento da Chefia Nacional)
- Presidente da Assembleia Geral da APPACDM de Castelo Branco, durante 17 anos
- Delegado Distrital da SHIP, durante 5 anos (Sociedade Histórica da Independência de Portugal)
- Membro do Conselho de Redacção de Estudos de Castelo Branco
- Membro da Comissão de Restauração da Diocese de Castelo Branco
- Membro da Comissão Organizadora do VIII Centenário da atribuição do foral a Idanha-a-Nova (louvor da CMIN)
- Membro da Comissão Organizadora da Comemoração dos 750 anos da atribuição do foral a Penha Garcia
- Membro da Comissão Organizadora do Bicentenário do nascimento do conselheiro José Silvestre Ribeiro (Idanha-a-Nova)
- Membro da Comissão de Acompanhamento do Programa Polis, em Castelo Branco
- Membro da Comissão de Toponímia da CMCB
- foi Presidente da Assembleia Geral e Mordomo da Santa Casa da Misericórdia de Castelo Branco.